# چه مستی‌است ندانم که رو به ما آورد
غزلی با مطلع «چه مستی‌است ندانم که رو به ما آورد»، غزل شمارهٔ ۱۴۵ از دیوانِ حافظ در تصحیحِ محمد قزوینی و قاسم غنی است.

## در اجراها
محمود محمودی خوانساری در برنامهٔ شمارهٔ ۹ از مجموعهٔ گل‌های تازه این غزل را در دستگاهِ سه‌گاه، و نادر گلچین در برنامهٔ شمارهٔ ۱۰۸ از همان مجموعه در دستگاهِ همایون اجرا کرده‌اند.